# Фадєєв Володимир Георгійович
Володимир Георгійович Фадєєв (10 липня 1904, місто Новгород, тепер Великий Новгород, Російська Федерація — 16 серпня 1962, місто Москва, Російська Федерація) — радянський військово-морський діяч, віцеадмірал (25.09.1944). Депутат Верховної Ради СРСР 2-го скликання (в 1949—1950 роках).

## Життєпис
Народився в родині армійського прапорщика. З листопада 1918 року служив на військово-морському флоті.
З листопада 1918 до грудня 1921 року — юнга Московського флотського екіпажу, з яким був направлений на Південний фронт до загону тралення в місто Миколаїв. У 1921 році закінчив штурманські курси при штабі діючого загону Чорного моря, потім служив у Миколаївській лоцманській дистанції.
З січня до вересня 1922 року — курсант підготовчої школи при училищі командного складу. З вересня 1922 до жовтня 1926 року — курсант Військово-морського училища імені Фрунзе.
З жовтня 1926 року — вахтовий начальник тральщика «Джаліта», з березня 1927 року — помічник командира тральщика «Червона Молдова», з травня 1927 року — помічник командира тральщика «Джаліта».
З січня 1928 до вересня 1929 року — вахтовий начальник крейсера «Комінтерн».
З вересня 1929 до жовтня 1930 року — курсант штурманського класу Спеціальних курсів командного складу ВМС РСЧА.
З листопада 1930 до червня 1931 року — флагштурман дивізіону канонерських човнів. У липні 1931 — травні 1932 року — старший штурман і тво. помічника командира, в травні 1932 — січні 1933 року — старший помічник командира крейсера «Комінтерн».
У січні 1933 — березні 1935 року — старший помічник командира есмінця «Шаумян». З березня 1935 до листопада 1936 року — командир сторожового корабля «Шквал».
У листопаді 1936 — квітні 1937 року — командир дивізіону сторожових кораблів. З грудня 1936 до березня 1937 року навчався на курсах командирів міноносців при Військово-морській академії імені Ворошилова. З травня до липня 1937 року — командир есмінця «Незаможник». У липні 1937 року — командир дивізіону сторожових кораблів.
У серпні 1937 — березні 1939 року — командир дивізіону базових тральщиків. У 1938 році закінчив курси командирів з'єднань при Військово-морській академії імені Ворошилова. З березня до серпня 1939 року — командир бригади тралення.
З серпня 1939 до липня 1942 року — командир охорони водного району головної бази Чорноморського флоту.
Член ВКП(б) з 1941 року.
З липня 1942 до вересня 1943 року — командир бригади тралення та загородження Чорноморського флоту.
У вересні 1943 — жовтні 1944 року — командир головної військово-морської бази Чорноморського флоту в місті Поті. У жовтні 1944 — лютому 1945 року — командир головної військово-морської бази Чорноморського флоту в місті Севастополі.
З лютого 1945 до вересня 1947 року — командувач Кримського морського оборонного району. З серпня до жовтня 1946 року — командир ЕОН-22 (експедиція особливого призначення) 4-ї групи кораблів колишнього німецького флоту, що переводилися з Балтійського в Чорне море. З грудня 1946 до травня 1947 року навчався на академічних курсах офіцерського складу при Військово-морській академії імені Ворошилова.
У вересні 1947 — березні 1948 року — командир головної військово-морської бази Чорноморського флоту в місті Севастополі.
З березня до грудня 1948 року — командир Сейсінської військово-морської бази у Північній Кореї.
У грудні 1948 — лютому 1951 року — командувач Амурської військової флотилії.
У лютому 1951 — лютому 1953 року — заступник головного інспектора Військово-морських сил СРСР.
З лютого до липня 1953 року — помічник командувача Чорноморського флоту із стройової частини.
З липня 1953 року — в запасі. У травні 1956 — лютому 1959 року — начальник Управління рятувальної служби ДТСААФ. У лютому 1959 — серпні 1962 року — начальник Управління підготовки рятувальної служби та спорту ДТСААФ та член президії ЦК ДТСААФ.
Помер 16 серпня 1962 року. Похований на Новодівочому цвинтарі в Москві.

## Військові звання
- Контрадмірал (21.05.1941)
- Віцеадмірал (25.09.1944)

## Нагороди
- орден Леніна (30.04.1947)
- чотири ордени Червоного Прапора (24.07.1942, 20.04.1944, 3.11.1944, 13.06.1952)
- орден Ушакова ІІ ступеня (25.12.1944)
- командор ордену Британської імперії ІІІ ст. (Велика Британія) (1944)
- медаль «За оборону Одеси»
- медаль «За оборону Севастополя»
- медаль «За оборону Кавказу»
- медаль «За перемогу над Німеччиною у Великій Вітчизняній війні 1941—1945 рр.»
- медалі